# Gustave Buchard
Gustave Jean Armand Buchard (Le Havre, 1890. február 17. – Barentin, 1977. február 18.) olimpiai bronzérmes francia párbajtőrvívó, Georges Buchard olimpiai és világbajnok párbajtőrvívó bátyja.